# Draconarius exilis
Draconarius exilis är en spindelart som beskrevs av Zhang, Zhu och Wang 2005. Draconarius exilis ingår i släktet Draconarius och familjen mörkerspindlar. Inga underarter finns listade i Catalogue of Life.